# Matthias Güldencrone
Matthias lensbaron Güldencrone (født 2. (eller 3.) marts 1703 på Vilhelmsborg, død 12. oktober 1753 i Haderslev) var en dansk amtmand og direktør for Collegium medicum, far til Frederik Güldencrone.
Han var en søn af lensbaron Christian Güldencrone. Allerede 1720 blev han sekretær i Danske Kancelli, 1728 blev han landråd i Holsten, 1743 konferensråd, 1750 deputeret i Rentekammeret og samme år Ridder af Dannebrog samt endvidere som Jacob Benzons efterfølger patron og direktør for Collegium medicum. 1752 afskedigedes Güldencrone fra Rentekammeret, men udnævntes samme år til amtmand i Haderslev Amt, hvor han allerede døde 12. oktober 1753 af en hidsig feber. 31. august 1731 i Plön indgik han ægteskab med Frederikke Hedevig Albertine f. baronesse Gørtz (11. september 1704 – 23. december 1779 i Hamborg), enke efter gehejmeråd Bertram Rantzau til Salzau og en datter af gehejmeråd, baron Otto Frederik Güldencrone og og Anna von Negendanck.
Güldencrone besad, måske som en arv efter sin morfader, gehejmeråd Matthias Moth, en opvakt videnskabelig sans og interesse, så at han uden nogen akademisk uddannelse under sit ophold først i hjemmet og senere hos den nævnte gehejmeraad Rantzau kunne tilegne sig en vis lærdom, der siden gav sig udslag i, at han forberedte udgivelsen af en dansk metrisk oversættelse af Ovids Metamorfoser, til hvilken dog nok hans morfader var den egentlige forfatter, og hvis publikation i øvrigt blev hindret ved hans død, ligesom også i den store interesse, han i sit præsidium for Collegium medicum, ligeledes i morfaderens ånd, viede lægevidenskaben. Ikke blot udfoldede han en stor og prisværdig energi for at bringe kollegiet ud af den tilvante slendrian og bringe det til at fremme de det foreskrevne store organisatoriske opgaver, men støttet til kongelige reskripter lykkedes det ham, til trods for sej passiv modstand fra kollegiets medicinske medlemmers og særlig fra dets dekan Johannes de Buchwalds side, at fremtvinge en af kollegiet besørget indsamling og udgivelse af et i ethvert tilfælde i ydre henseende meget anseligt bind lægevidenskabelige afhandlinger, Acta medica, der efter Güldencrones plan skulle udgøre en værdig fortsættelse af de gamle betydningsfulde bartholinske acta. Endvidere benyttede han en del af de pengemidler, som det lykkedes ham at få stillet til kollegiets disposition, til et lægevidenskabeligt rejsestipendium (foreløbig for Ascanius) samt til præmier for de bedste arbejder i det projekterede 2. bind acta, hvis udgivelse dog efter hans uventede død definitivt blev stillet i bero. Lige til sin død vedblev han også, skønt i det sidste år bosat i Haderslev, at stå i spidsen for kollegiet.